# 聖アンデレの殉教
『聖アンデレの殉教』(せいアンデレのじゅんきょう、伊: Martirio di sant'Andrea、英: Martyrdom of Saint Andrew）は、17世紀イタリア・バロック期の画家カルロ・ドルチが1646年に板上に油彩で制作した絵画。
画面下部右側に画家の署名と制作年が記されている。作品は現在、フィレンツェのパラティーナ美術館に所蔵されている。なお、ほかにも2点の別ヴァージョンと何点かの複製が知られている。

## 作品
ヤコブス・デ・ウォラギネの『黄金伝説』によれば、聖アンデレはパトラで磔刑に処せられたが、イエス・キリストらしく見えないように腕が対角線をなすべく十字架に縛りつけられた (釘づけにされたのではない)。X字型の十字架（聖アンデレ十字）は彼のアトリビュート (人物を特定する事物) となっている。

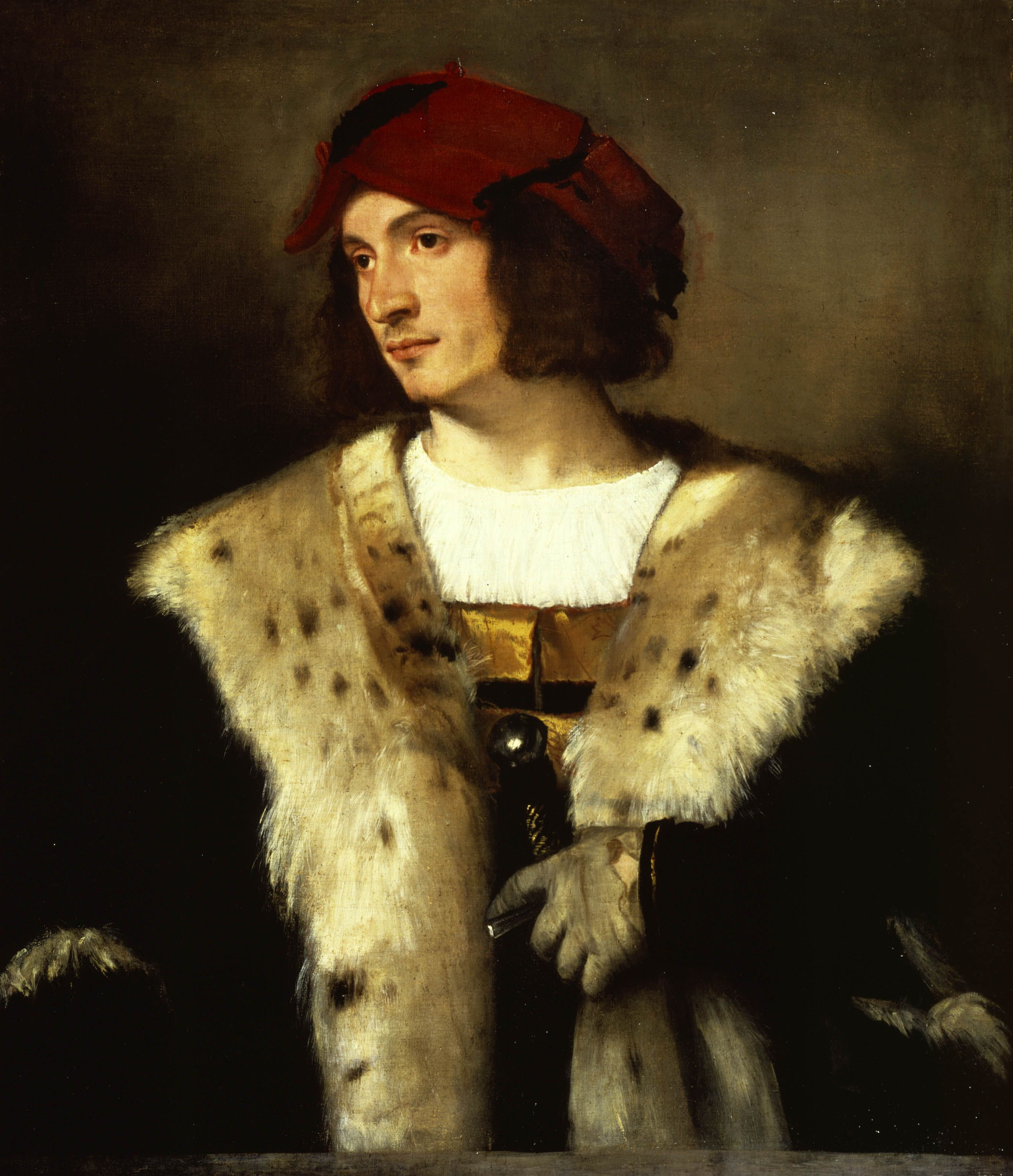
ティツィアーノ『赤い帽子を被った男の肖像』 (1516年ごろ)、フリック・コレクション、ニューヨーク

本作は聖アンデレが十字架に架けられる直前の光景を描いており、聖アンデレは服を脱がされ、処刑人たちは十字架の木を設えている。ドルチは激動の場面を真実の感情を表現する物語に変容させている。それは、聖アンデレ、処刑人、残りの立会人たちの表情に見ることができる。彼らの多くは実人物の肖像である。また、登場人物たちの衣服、十字架の木の質感などの細部描写にも注意が払われている。
背後の群衆中には、中央で十字架を支える男の両脚の間から見える2人の目立つ人物がいる。そのうちの1人は、16世紀ヴェネツィア派の巨匠ティツィアーノの『赤い帽子を被った男の肖像』 (フリック・コレクション、ニューヨーク) を忠実になぞったものである。ドルチにとって明らかに馴染みのある肖像画であったと思われるが、その理由はわからない。